# Freguesias de Abrantes ordenadas por área
Esta é uma lista das freguesias de Abrantes, ordenadas por área:
| Posição | Nome                    | Área       | Percentagem |
| ------- | ----------------------- | ---------- | ----------- |
| 1       | Bemposta                | 187,73 km² | 26,31%      |
| 2       | São Facundo             | 77,93 km²  | 10,92%      |
| 3       | Alvega                  | 56,44 km²  | 7,91%       |
| 4       | São Miguel do Rio Torto | 52,25 km²  | 7,32%       |
| 5       | São Vicente             | 38,64 km²  | 5,42%       |
| 6       | Pego                    | 36,08 km²  | 5,06%       |
| 7       | Mouriscas               | 34,98 km²  | 4,90%       |
| 8       | Aldeia do Mato          | 31,40 km²  | 4,40%       |
| 9       | Fontes                  | 28,48 km²  | 3,99%       |
| 10      | Tramagal                | 24,06 km²  | 3,37%       |
| 11      | Alferrarede             | 23,62 km²  | 3,31%       |
| 12      | Vale de Mós             | 23,42 km²  | 3,28%       |
| 13      | Rio de Moinhos          | 20,06 km²  | 2,81%       |
| 14      | Concavada               | 19,89 km²  | 2,79%       |
| 15      | Carvalhal               | 17,45 km²  | 2,45%       |
| 16      | Martinchel              | 17,10 km²  | 2,40%       |
| 17      | Souto                   | 15,02 km²  | 2,11%       |
| 18      | Rossio ao Sul do Tejo   | 6,61 km²   | 0,93%       |
| 19      | São João                | 2,27 km²   | 0,32%       |
| TOTAL   | TOTAL                   | 713,43 km² | 100,00%     |